# Eolit

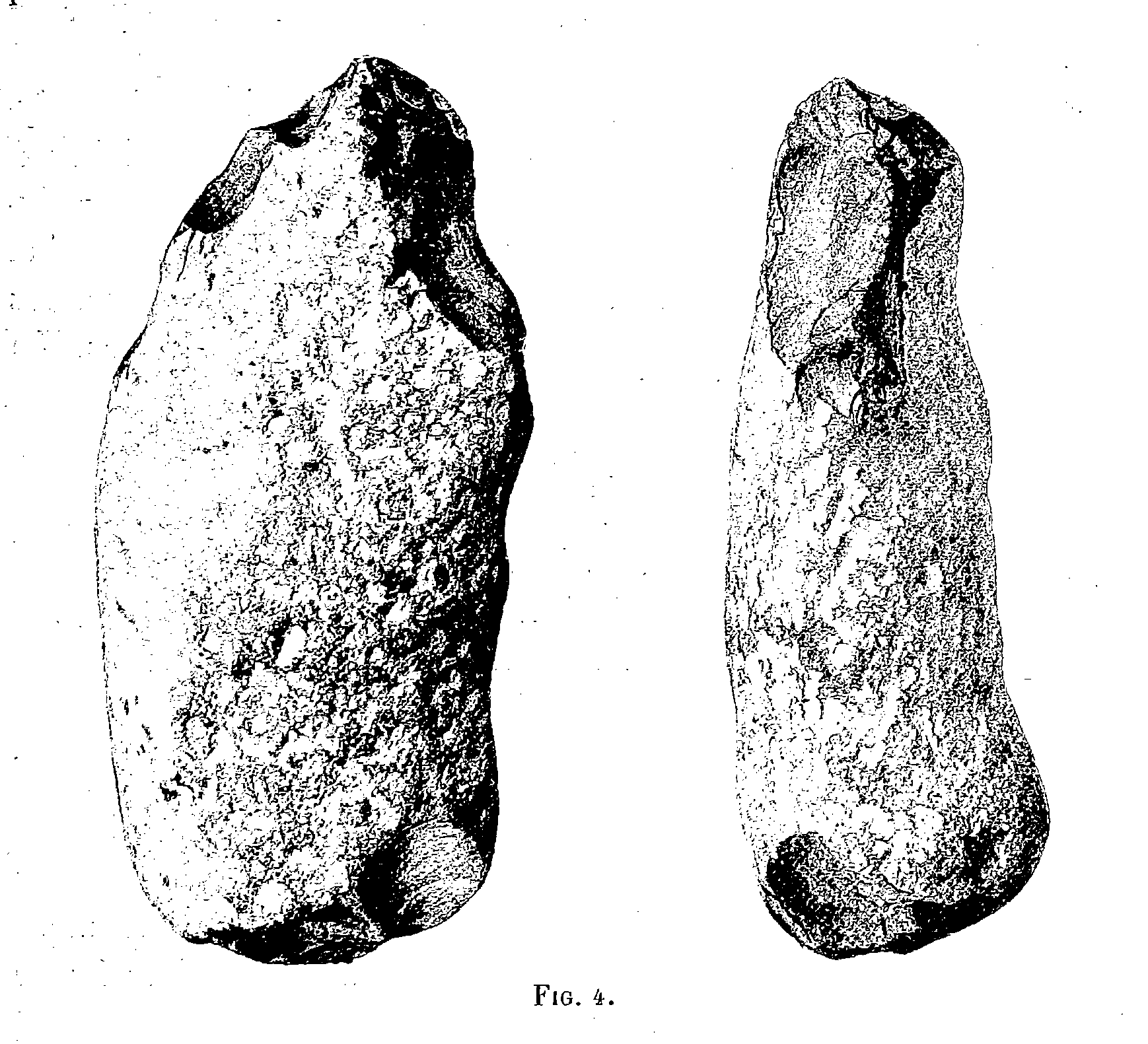
Eolit z jihovýchodu Francie

Eolity (z řec. eos – "raný" a lithos – "kámen") jsou obvykle přirozeně vznikající valouny či úlomky pazourku nebo některých příbuzných minerálů. Vznikají zřejmě geologickými pochody, jako je například zalednění a pohyb ledovců. Eolity sehrály významnou úlohu v dějinách archeologie, byly totiž zpočátku považovány za nejstarší kamennou industrii (kamenné nástroje) pravěkého člověka. Takto je poprvé identifikoval amatérský přírodovědec a archeolog Benjamin Harisson v britském Kentu roku 1885. Po desetiletí pak byly považovány za nejstarší ukázku lidské tvorby, datované až do období pliocénu. Jejich pravou (přírodní) povahu pak roku 1905 odhalil francouzský paleontolog Marcellin Boule.